# Dariusz Klytta
Dariusz Klytta (ur. 27 stycznia 1972 w Pyskowicach) – polski piłkarz, grający na pozycji bramkarza. Jest wychowankiem Czarnych Pyskowice. Później grał kolejno w Górniku Zabrze, Ruchu Radzionków i GKS-ie Katowice. W barwach tych trzech klubów rozegrał 176 spotkań w polskiej ekstraklasie. Z zespołem GKS wywalczył brązowy medal za III miejsce w lidze w sezonie 2002/03. Jest trenerem bramkarzy w zespole ŁTS Łabędy.